# Pooideae
Pooideae, biljna potporodica u porodici trava. Po najnovijoj klasifikaciji izdanoj 2017. jedna je od 12 potporodica trava sa 202 roda i 3968 vrsta unutar 15 tribusa i 30 podtribusa. U ovoj novoj klasifikaciji Pooideae imamo 3968 vrsta u 202 roda u 15 plemena. Poeae je najveće pleme s 2562 vrste u 121 rodu u 25 podplemena, 41 (39 ispitanih) rodova nalazi se među onima s kloroplastnom grupom tipa 1, 80 (78 testiranih) svrstava se među one s kloroplastnom grupom tipa 2.  Ime dolazi po rodu vlasnjača (Poa)
Rod Littledalea izdvojen je iz tribusa Bromeae u vlastiti tribus.

## Popis
Popis s brojevima rodova i vrsta u zagradama (iza tribusa i podtribusa).
1. Tribus Brachyelytreae Ohwi
  1. Brachyelytrum P. Beauv. (3 spp.)
2. Tribus Duthieeae Röser & Jul. Schneid.
  1. Stephanachne Keng (1 sp.)
  2. Pappagrostis Roshev (1 sp.)
  3. Sinochasea Keng (1 sp.)
  4. Danthoniastrum (Holub) Holub (3 spp.)
  5. Duthiea Hack. ex. Procop.-Procop (3 spp.)
  6. Metcalfia Conert (1 sp.)
  7. Anisopogon R. Br. (1 sp.)
  8. Pseudodanthonia Bor & C. E. Hubb. (1 sp.)
3. Tribus Phaenospermateae Renvoize & Clayton
  1. Phaenosperma Benth. (1 sp.)
4. Supertribus Nardodae
  1. Tribus Nardeae W. D. J. Koch
    1. Nardus L. (1 sp.)

  2. Tribus Lygeeae J. Presl
    1. Lygeum Loefl. ex L. (1 sp.)
5. Supertribus Melicodae
  1. tribus Brylkinieae (1, 1)
    1. Brylkinia F. Schmidt (1 sp.)

  2. Tribus Meliceae  (7, 158)
    1. Glyceria R. Br. (41 spp.)
    2. Lycochloa Sam. (1 sp.)
    3. Melica L. (91 spp.)
    4. Pleuropogon R. Br. (5 spp.)
    5. Schizachne Hack. (1 sp.)
    6. Koordersiochloa Merr. (2 spp.)
    7. Triniochloa Hitchc. (6 spp.)
6. Supertribus Stipodae
  1. tribus Ampelodesmeae (1, 1)
    1. Ampelodesmos Link (1 sp.)

  2. tribus Stipeae (28, 527)
    1. Macrochloa Kunth (2 spp.)
    2. Psammochloa Hitchc. (1 sp.)
    3. Neotrinia (Tzvelev) M. Nobis, P. D. Gudkova & A. Nowak (2 spp.)
    4. Oryzopsis Michx. (1 sp.)
    5. Trikeraia Bor (2 spp.)
    6. Barkworthia Romasch., P. M. Peterson & Soreng (1 sp.)[3]
    7. Piptatherum P. Beauv. (31 spp.)
    8. Stipa L. (116 spp.)
    9. Ptilagrostis Griseb. (14 spp.)
    10. Orthoraphium Nees (1 sp.)
    11. Patis Ohwi (3 spp.)
    12. Piptochaetium C. Presl (36 spp.)
    13. Piptatheropsis Romasch., P. M. Peterson & Soreng (5 spp.)
    14. Ptilagrostiella Romasch., P. M. Peterson & Soreng (1 sp.)[3]
    15. Ortachne Steud. (2 spp.)
    16. Lorenzochloa J. Reeder & C. Reeder (8 spp.)
    17. Anatherostipa (Hack. ex Kuntze) Peñail. (4 spp.)
    18. Aciachne Benth. (3 spp.)
    19. Hesperostipa (Elias) Barkworth (5 spp.)
    20. Celtica F. M. Vázquez & Barkworth (1 sp.)
    21. Jarava p. p. (1 sp.)
    22. Pappostipa (Speg.) Romasch., P. M. Peterson & Soreng (32 spp.)
    23. Achnatherum p. p. (3 spp.)
    24. Anemanthele Veldkamp (1 sp.)
    25. Austrostipa S. W. L. Jacobs & J. Everett (72 spp.)
    26. Achnatherum P. Beauv. (22 spp.)
    27. Timouria Roshev. (1 sp.)
    28. Oloptum Röser & Hamasha (2 spp.)
    29. Stipellula Röser & Hamasha (4 spp.)
    30. Eriocoma Nutt. (27 spp.)
    31. ×Eriosella Romasch. (0 sp.)[3]
    32. Pseudoeriocoma Romasch., P. M. Peterson & Soreng (6 spp.)[3]
    33. Thorneochloa Romasch., P. M. Peterson & Soreng (1 sp.)[3]
    34. Jarava Ruiz & Pav. (29 spp.)
    35. Amelichloa Arriaga & Barkworth (5 spp.)
    36. Nassella (Trin.) É. Desv. (114 spp.)

  3. tribus Diarrheneae (2, 5)
    1. Diarrhena P. Beauv. (2 spp.)
    2. Neomolinia Honda (3 spp.)

  4. tribus Brachypodieae Harz (1, 22)
    1. Brachypodium P. Beauv. (22 spp.)
7. Supertribus Poodae
  1. Tribus Poeae R. Br.
    1. Subtribus Torreyochloinae Soreng & J. I. Davis
      1. Amphibromus Nees (12 spp.)
      2. Torreyochloa Church (4 spp.)

    2. Subtribus Phalaridinae Fr.
      1. Phalaris L. (17 spp.)

    3. Subtribus Aveninae J. Presl (18, 343)
      1. Avena L. (24 spp.)
      2. Arrhenatherum P. Beauv. (7 spp.)
      3. Tricholemma (Röser) Röser (2 spp.)
      4. Helictotrichon Besser (30 spp.)
      5. ×Trisetopsotrichon Röser & A. Wölk (0 sp.)
      6. Lagurus L. (1 sp.)
      7. Tzveleviochloa Röser & A. Wölk (5 spp.)
      8. Acrospelion Besser ex Roem. & Schult. (8 spp.)
      9. Trisetum Pers. (3 spp.)
      10. Graphephorum Desv. (4 spp.)
      11. Trisetum s. lat. (9 spp.)
      12. ×Trisetokoeleria Tzvelev (0 sp.)
      13. Rostraria Trin. (13 spp.)
      14. Avellinia Parl. (2 spp.)
      15. Trisetaria Forssk. (18 spp.)
      16. Gaudinia P. Beauv. (4 spp.)
      17. Koeleria Pers. (76 spp.)
      18. Sibirotrisetum Barberá, Soreng, Romasch., Quintanar & P. M. Peterson (6 spp.)
      19. Limnodea L. H. Dewey ex Coult. (1 sp.)
      20. Sphenopholis Scribn. (6 spp.)
      21. Peyritschia E. Fourn. (31 spp.)
      22. Greeneochloa P. M. Peterson, Soreng, Romasch. & Barberá (2 spp.)
      23. Cinnagrostis Griseb. (62 spp.)
      24. Trisetopsis Röser & A. Wölk (28 spp.)

    4. Subtribus Anthoxanthinae A. Gray
      1. Hierochloe R. Br. (39 spp.)
      2. Anthoxanthum L. (13 spp.)

  2. Supersubtribus Agrostidodinae
    1. Subtribus Brizinae Tzvelev
      1. Airopsis Desv. (1 sp.)
      2. Briza L. (3 spp.)

    2. subtribus Echinopogoninae Soreng (5, 20)
      1. Ancistragrostis S. T. Blake (1 sp.)
      2. Dichelachne Endl. (6 spp.)
      3. Echinopogon P. Beauv. (7 spp.)
      4. Pentapogon R. Br. (7 spp.)
      5. Relchela Steud. (1 sp.)

    3. Subtribus Hypseochloinae Röser & TkachRöser & Tkach[4]
      1. Hypseochloa C. E. Hubb. (2 spp.)

    4. subtribus Calothecinae  (1, 22)[5]
      1. Lombardochloa Roseng. & B. R. Arrill. (1 sp.)[5]
      2. Trisetum p. p. (2 spp.)
      3. Poidium Nees (8 spp.)[5]
      4. Erianthecium Parodi (1 sp.)[5]
      5. Calotheca Spreng. (1 sp.)[5]
      6. Microbriza Parodi ex Nicora & Rúgolo (2 spp.)[5]
      7. Rosengurttia L. N. Silva (1 sp.)[5]
      8. Rhombolytrum Link (3 spp.)[5]
      9. Boldrinia L. N. Silva (1 sp.)[5]
      10. Chascolytrum Desv. (6 spp.)[5]

    5. Subtribus Paramochloinae L. N. Silva & Saarela[4]
      1. Paramochloa P. M. Peterson, Soreng, Romasch. & Barberá (2 spp.)
      2. Laegaardia P. M. Peterson, Soreng, Romasch. & Barberá (1 sp.)

    6. Subtribus Agrostidinae Fr.
      1. Agrostula P. M. Peterson, Romasch., Soreng & Sylvester (1 sp.)
      2. Calamagrostis Adans. (133 spp.)
      3. Gastridium P. Beauv. (3 spp.)
      4. Triplachne Link (1 sp.)
      5. Podagrostis (Griseb.) Scribn. & Merr. (12 spp.)
      6. Agrostis L. (189 spp.)
      7. ×Agropogon P. Fourn. (0 sp.)
      8. Polypogon Desf. (24 spp.)
      9. Lachnagrostis Trin. (40 spp.)
      10. Deyeuxia Clarion (63 spp.)
      11. Bromidium Nees & Meyen (5 spp.)

    7. Subtribus Scolochloinae Tzvelev (2, 3)
      1. Scolochloa Link (2 spp.)
      2. Dryopoa Vickery (1 sp.)

    8. Subtribus Sesleriinae Parl. (5, 39)
      1. Sesleriella Deyl (1 sp.)
      2. Oreochloa Link (4 spp.)
      3. Mibora Adans. (2 spp.)
      4. Psilathera Link (1 sp.)
      5. Sesleria Scop. (32 spp.)
      6. Echinaria Desf. (1 sp.)

    9. subtribus Airinae Fr. (7, 43)
      1. Aira L. (11 spp.)
      2. Avenella (Bluff & Fingerh.) Drejer (1 sp.)
      3. Corynephorus P. Beauv. (6 spp.)
      4. Periballia Trin. (1 sp.)

    10. Subtribus Antinoriinae Röser & Tkach[4]
      1. Antinoria Parl. (2 spp.)

    11. Subtribus Helictochloinae Röser & Tkach[4]
      1. Helictochloa Romero Zarco (25 spp.)
      2. Molineriella Rouy (3 spp.)

    12. Subtribus Holcinae Dumort. (2, 11)
      1. Holcus L. (12 spp.)
      2. Vahlodea Fr. (1 sp.)

    13. Subtribus Aristaveninae F. Albers & Butzin (1, 51)
      1. Deschampsia P. Beauv. (67 spp.)

  3. Supersubtribus Loliodinae
    1. Subtribus Loliinae Dumort. (9, 659)
      1. Leucopoa Griseb. (14 spp.)
      2. Drymochloa Holub (6 spp.)
      3. Castellia Tineo (1 sp.)
      4. Festuca Tourn. ex L. (640 spp.)
      5. ×Festulolium Asch. & Graebn. (0 sp.)
      6. Lolium L. (29 spp.)
      7. Locajonoa Soreng (1 sp.)
      8. Pseudobromus K. Schum. (6 spp.)

    2. Subtribus Dactylidinae Stapf  (2, 4)
      1. Dactylis L. (4 spp.)
      2. Lamarckia Moench (1 sp.)

    3. Subtribus Cynosurinae Fr. (1, 10)
      1. Cynosurus L. (10 spp.)

    4. Subtribus Ammochloinae Tzvelev  (1, 3)
      1. Ammochloa Boiss. (3 spp.)

    5. Subtribus Parapholiinae Caro  (8, 26)
      1. Sphenopus Trin. (2 spp.)
      2. Agropyropsis (Batt. & Trab.) A. Camus (1 sp.)
      3. Cutandia Willk. (6 spp.)
      4. Catapodium Link (7 spp.)
      5. Desmazeria Dumort. (4 spp.)
      6. Parapholis C. E. Hubb. (7 spp.)
      7. Vulpiella (Batt. & Trab.) Burollet (2 spp.)

    6. Subtribus Coleanthinae Rchb. (10, 156)
      1. Catabrosa P. Beauv. (6 spp.)
      2. ×Catanellia L. J. Gillespie & Soreng (0 sp.)
      3. Hyalopodium Röser & Tkach (2 spp.)
      4. Catabrosella (Tzvelev) Tzvelev (7 spp.)
      5. Hyalopoa (Tzvelev) Tzvelev (6 spp.)
      6. Paracolpodium (Tzvelev) Tzvelev (5 spp.)
      7. Coleanthus Seidel (1 sp.)
      8. Phippsia (Trin.) R. Br. (3 spp.)
      9. ×Pucciphippsia Tzvelev (0 sp.)
      10. Puccinellia Parl. (117 spp.)
      11. Sclerochloa P. Beauv. (3 spp.)
      12. Colpodium Trin. (8 spp.)

  4. Supersubtribus Poodinae
    1. Subtribus Poinae Dumort.
      1. Poa L. (570 spp.)
      2. Oreopoa H. Scholz & Parolly (1 sp.)

    2. Subtribus Incertae sedis
      1. Arctopoa (Griseb.) Prob. (7 spp.)
      2. ×Dupontopoa Prob. (0 sp.)

    3. Subtribus Incertae sedis
      1. Agrostopoa Davidse, Soreng & P. M. Peterson (3 spp.)

    4. Subtribus Avenulinae Röser & Tkach[4]
      1. Avenula (Dumort.) Dumort. (1 sp.)

    5. Subtribus Miliinae Dumort. (1, 5)
      1. Milium L. (6 spp.)

    6. Subtribus Phleinae Dumort.  (1, 16)
      1. Phleum L. (17 spp.)

    7. Subtribus Beckmanniinae Nevski (4, 6)
      1. Beckmannia Host (2 spp.)
      2. Pholiurus Trin. (1 sp.)
      3. Pseudophleum Dogan (2 spp.)
      4. Rhizocephalus Boiss. (1 sp.)

    8. Subtribus Cinninae Caruel  (5, 13)
      1. Cyathopus Stapf (1 sp.)
      2. Cinna L. (3 spp.)
      3. Simplicia Kirk (3 spp.)
      4. Cinnastrum E. Fourn. (1 sp.)
      5. Aniselytron Merr. (5 spp.)
      6. subtribus Hookerochloinae Soreng & L. J. Gillespie[4],[6]
      7. Saxipoa Soreng, L. J. Gillespie & S. W. L. Jacobs (1 sp.)
      8. Hookerochloa E. B. Alexeev (2 spp.)
      9. Sylvipoa Soreng, L. J. Gillespie & S. W. L. Jacobs (1 sp.)
      10. NicoraepoaSoreng & L. J. Gillespie (7 spp.)
      11. Arctagrostis Griseb. (2 spp.)

    9. Subtribus Brizochloinae Röser & Tkach ( sp.)[4]
      1. Brizochloa Jirasek & Chrtek (1 sp.)

    10. Subtribus Dupontiinae Soreng & L. J. Gillespie[4],[6]
      1. Dupontia R. Br. (2 spp.)
      2. ×Dupoa J. Cay. & Darbysh. (0 sp.)
      3. Dupontiopsis Soreng, L. J. Gillespie & Koba (1 sp.)
      4. Arctohyalopoa Röser & Tkach (4 spp.)

    11. Subtribus Alopecurinae Dumort. (3, 47)
      1. Alopecurus L. (45 spp.)
      2. Limnas Trin. (3 spp.)

    12. Subtribus Ventenatinae Holub ex L. J. Gillespie, Cabi & Soreng (6, 21)
      1. Apera Adans. (5 spp.)
      2. Bellardiochloa Chiov. (6 spp.)
      3. Nephelochloa Boiss. (1 sp.)
      4. Ventenata Koeler (4 spp.)
      5. Parvotrisetum Chrtek (1 sp.)
      6. Gaudinopsis (Boiss.) Eig (5 spp.)
8. Supertribus Triticodae
  1. Tribus Littledaleeae Soreng & J. I. Davis
    1. Littledalea Hemsl. (4 spp.)

  2. Tribus Bromeae Dumort.
    1. Bromus L. (161 spp.)

  3. Tribus Triticeae Dumort.
    1. Anthosachne Steud. (9 spp.)
    2. Connorochloa Barkworth, S. W. L. Jacobs & H. Q. Zhang (1 sp.)
    3. Campeiostachys Drobow (10 spp.)
    4. Elymus L. (179 spp.)
    5. ×Thinoelymus Banfi (0 sp.)
    6. ×Agroelymus G. Camus ex A. Camus (0 sp.)
    7. ×Elyleymus Baum (0 sp.)
    8. ×Agrositanion Bowden (0 sp.)
    9. ×Pseudelymus Barkworth & D. R. Dewey (0 sp.)
    10. Pauneroa V. Lucía, E. Rico, K. Anamth.-Jon. & M. M. Mart. Ort. (1 sp.)
    11. Pseudoroegneria (Nevski) Á. Löve (16 spp.)
    12. Pascopyrum Á. Löve (1 sp.)
    13. Douglasdeweya C. Yen, J. L. Yang & B. R. Baum (2 spp.)
    14. Agropyron Gaertn. (15 spp.)
    15. KengyiliaC. Yen & J. L. Yang (29 spp.)
    16. ×Leymostachys Tzvelev (0 sp.)
    17. Leymus Hochst. (56 spp.)
    18. Psathyrostachys Nevski (10 spp.)
    19. Taeniatherum Nevski (1 sp.)
    20. Crithopsis Jaub. & Spach (1 sp.)
    21. Heteranthelium Hochst. ex Jaub. & Spach (1 sp.)
    22. Hordeum L. (39 spp.)
    23. ×Leydeum Barkworth (0 sp.)
    24. ×Elyhordeum Mansf. ex Cziczin & Petr. (0 sp.)
    25. Hordelymus (Jess.) Harz (1 sp.)
    26. Festucopsis (C. E. Hubb.) Melderis (1 sp.)
    27. Peridictyon Seberg, Fred. & Baden (1 sp.)
    28. Eremopyrum (Ledeb.) Jaub. & Spach (5 spp.)
    29. Secale L. (9 spp.)
    30. Henrardia C. E. Hubb. (2 spp.)
    31. Stenostachys Turcz. (4 spp.)
    32. Australopyrum (Tzvelev) Á. Löve (5 spp.)
    33. Dasypyrum (Coss. & Durieu) T. Durand (2 spp.)
    34. Thinopyrum Á. Löve (15 spp.)
    35. Triticum L. (12 spp.)
    36. ×Triticosecale Wittm. (0 sp.)
    37. ×Trititrigia Tzvelev (0 sp.)
    38. ×Haynaldoticum Cif. & Giacom. (0 sp.)
    39. ×Tritordeum Asch. & Graebn. (0 sp.)
    40. Aegilops L. (21 spp.)
    41. Amblyopyrum (Jaub. & Spach) Eig (1 sp.)
    42. ×Aegilotriticum P. Fourn. (0 sp.)